# 松尾翠
松尾 翠（まつお みどり、1983年8月11日 - ）は、ホリプロ所属のフリーアナウンサー、元フジテレビアナウンサー。身長は159cm。血液型はO型。実父は陸上自衛隊陸将の松尾幸弘、夫は元騎手・現調教師の福永祐一。

## 来歴・人物
千葉県習志野市出身。名前の「翠」の由来は、両親が山間をドライブ中に萌える新緑を目にして、この美しい色を名前にしたいと思ったことから。
晃華学園中学校・高等学校時代は演劇部に所属。日本女子大学家政学部被服学科在学中、『みんなが出るテレビ』（テレビ神奈川）に女子大生リポーターとして出演。番組で共演した宮前景（元タレント。元TBSラジオ情報キャスター）は大学時代の同級生。学部と学科の関係から着物の知識にも明るい。
2006年にフジテレビ入社。フジポッド「今日のきょう!」を2006年7月31日 - 8月4日配信分担当。配信初日（2006年7月31日）の翌日2006年8月1日に「今日のきょう!」がリニューアルされたので、おりしもリニューアル前最後&リニューアル後最初のナビゲーターとなった。2006年お台場冒険王、22F「はねるのトびら×ブレイブ・ストーリー」のエリアナビゲーターを担当した。同年12月7日 - HOT☆FANTASY ODAIBA（2007年1月9日までCM出演）の女子アナサンタとして明石家サンタツリー点灯式出席。
同期二人（元アナウンサーの秋元優里と、現在はフリーアナウンサーの本田朋子）とは仲が良く二人からは「みいちゃん」と呼ばれている。
2010年から2012年まで『みんなのKEIBA』担当。2012年5月から12月までは『夕刊フジ』にて『なまうまMIDORIのアナ馬（バ）Oh!』という予想コラムを持っていた。
漫画・アニメなどのサブカルチャーを得意としており、2012年4月から2013年9月まで『めざましテレビ』において「ミドリgaマドグチ」というサブカルに特化したコーナーを持っていた。その影響で、女性タレントきってのサブカルチャーマニアである中川翔子とは、上記企画で共演後仲良しである。
大のガンダム好きであり、バンプレストのアーケードゲーム『機動戦士ガンダム 戦場の絆』にはまっている。休みの時や仕事後など暇な時間にはゲームセンターに出向きプレイしているとの事。本人曰く「このゲームで女性プレイヤーのトップを目指したい。」
2013年3月26日、福永祐一騎手との婚約を発表。
8月20日、婚姻届を提出。9月30日、フジテレビを退職と共に活動拠点を京都に移す。11月1日付でホリプロ所属のフリーアナウンサーになると同時に、2014年3月出産予定であることを明らかにした。結婚に伴い徳光和夫とは遠戚になった。
2014年3月23日、第1子女児を出産。出産後は、居住地の関西を中心に、メディアでの活動を再開。7月2日からは、朝日放送のローカルワイドニュース番組『キャスト』で、隔週水曜日にコメンテーターを務めている。
2018年2月21日、第2子妊娠を報告。6月7日、第2子女児を出産。
2019年10月9日、第3子妊娠を報告。2020年1月18日、第3子男児を出産。

## 過去の出演番組

### 学生時代
- みんなが出るテレビ（テレビ神奈川、 2004年11月 - 2005年3月）

### フジテレビ時代
- めざにゅ〜
  - メインキャスター
    - （土曜日、2007年10月6日 - 2009年9月19日）
    - （木・金、2008年4月3日 - 2009年9月18日、2012年10月4日 - 2013年9月27日）

  - 天気キャスター 
    - （木・金、2006年10月5日 - 2008年3月28日）（土曜日、2006年10月7日 - 2007年9月29日）
- めざましテレビ
  - （木・金、2007年4月5日 - 2008年9月26日）
    - （ココ調担当、2011年4月 - 2013年9月27日）
    - （ミドリgaマドグチ担当、金曜日、2012年4月5日 - 2013年9月27日）
- めざましどようび（エンタメ担当、2007年4月7日 - 2009年9月18日）（めざカルチャ担当、2009年10月3日 - 2011年3月26日）
- めざましどようびメガ（情報キャスター、2008年7月12日 - 2009年3月28日）
- 超V.I.P.（パーソナリティー、2006年10月30日 - 2007年10月29日）
- まるまるちびまる子ちゃん （木曜日、2007年4月26日 - 2008年2月28日）バラエティコーナー出演・副担任松尾先生役
- FOOTBALL CX ダイジェスト（2006年9月16日 - 2007年）
- BSフジNEWS（2006年7月27日 - ）不定期出演
- 爆笑ピンクカーペット（2007年4月29日 - ）司会・進行
- フジアナスタジオ まる生（2009年1月10日、2010年7月17日）MC担当
- 一攫千金!日本ルー列島（2008年4月11日 - 2009年2月）アシスタント
- ペケ×ポン（2008年4月9日 - 2008年9月）アシスタント（ゲームが「経験プライス」の時は出演なし）
- 東京マラソン2009（2009年3月22日） 東京ビッグサイト担当 優勝選手インタビュー
- お笑い芸人歌がうまい王座決定戦スペシャル（不定期放送、司会・進行）
- もしもツアーズ（2008年4月 - 、産休中の坂下千里子の代わりにツアーガイドとして不定期に出演）
- 熱血!平成教育学院（2010年5月2日）アナウンサーチーム
- ネプリーグ（2010年7月12日）合衆国エンジェルチーム
- 捨てる恋あれば拾う恋あり（2010年4月12日 - 2010年9月20日）
- 森田一義アワー 笑っていいとも!
  - 火曜日担当（2007年4月3日 - 2009年3月24日、2009年10月6日 - 2010年9月28日）
  - 月曜日担当（2009年3月30日 - 9月21日）
- 笑っていいとも!増刊号（日曜日、2007年4月8日 - 2010年10月3日）
- 笑っていいとも!特大号
- 体育倉庫〜ジムくんとゆかいな仲間たち〜（2009年7月5日 - 8月30日、2010年6月13日 - ）だんち 役[10]
- ミッドナイトアートシアター（3代目支配人、2006年10月20日 - 2011年3月18日）
- 新・週刊フジテレビ批評（2011年4月23日・30日、6月11日、7月2日、8月13日、9月3日、2012年3月3日、同僚の松村未央の代わりにニュースキャスターとして出演）
- あいまい語ペディア（2008年3月、7月）
- うまプロ（2010年1月9日 - 2011年12月24日、不定期出演）
- BSフジLIVE プライムニュース（2011年10月 - 12月、火曜日のグローバルニュース担当）
- ニュースJAPAN（ナレーション、火曜、不定期）
- 絶景日本の健康歩き〜ウオーキングプラス〜（不定期出演）
- アナ★バン!（不定期出演）
- なまうま（2012年1月7日 - 12月22日）
- みんなのKEIBA（レポーター、2010年1月10日 - 2012年12月23日、優木まおみ不在時は代理司会者として出演。）
- THEわれめDEポン（アシスタント）
- 爆笑そっくりものまね紅白歌合戦スペシャル （不定期出演、2008年12月30日 - 2012年9月）
- FNNスーパーニュースWEEKEND（日曜日担当ナレーション、2013年1月6日 - 6月30日）
- ミューサタ（2009年4月 - 2013年9月27日）
- うまズキッ!（2013年1月5日 - 9月28日）

### フジテレビ退社後
- きょうの料理（2015年10月23日、NHK Eテレ） - 司会
- キャスト（2014年7月2日 - 2017年12月27日 、朝日放送）- 隔週水曜日コメンテーター
- アイシー〜瞬間記憶捜査・柊班〜（2025年1月21日 - 3月25日、フジテレビ） - 夏見小夜 役[11]

## 経歴

### 2006年
- 4月18日 - ココリコミラクルタイプ入社式。4月21日 - 幸せって何だっけ 〜カズカズの宝話〜提供読み。
- 4月22日 - うまッチ! - チナッチャブルのポスターを持っていた。
- 5月10日、7月12日 - ワンナイR&R。7月6日 - 森田一義アワー 笑っていいとも!で初鳴き。
- 7月14日 - ひるこた!〜昼もこたえてちょーだい!〜（お台場冒険王直前リポート）「新人の仕事でもある戸部いじり」と言い返しながら登場。冒険ランドの「メタボリックシンドローム撲滅委員会」体験リポート。
- 7月16日 - FNS26時間テレビ 国民的なおもしろさ!史上最大!!真夏のクイズ祭り 26時間ぶっ通しスペシャルの恒例コーナー・提供読みの中で20代目のアンカーマンを担当。
- 7月20日 - こたえてちょーだい!（7F屋上庭園の「めざまし39カフェ」を生中継リポート）
- 7月19日、8月1日〜8月3日 - 探検!!お台場冒険王（ミニ番組）
- 7月28日 - FNNスーパーニュース（熊本県から天草テレビの1904年生まれの最高齢女子アナをリポート）
- 8月5日・8月12日・9月16日・9月23日・12月23日 - フジアナスタジオ まる生 8月12日放送は「まる生チャレンジ全国制覇フォトグラフ」に挑戦するも雷雨に見舞われ中止。9月16日放送は「女子アナ3分間砂時計トーク」に同期の秋元優里とともに出演。12月23日放送は夏SPで中止となった「まる生チャレンジ全国制覇フォトグラフ」に再挑戦。43都道府県で新記録を樹立（翌2007年、大島由香里が44都道府県を達成し、2008年に椿原慶子が全都道府県を制覇した）。
- 8月6日・8月13日（2週連続、西表島川遊び）、10月22日（完全攻略ガイド(6)秋の野遊び！ぐるっとめぐる八ヶ岳） - 晴れたらイイねッ!Let'sコミミ隊
- 8月26日 - FNNスーパーニュースWEEKEND（夏休み中の小島弘行の代理天気キャスター）実録!映画『UDON』麺通団のうどんをめぐる冒険
- 9月6日、9月7日 - めざましテレビ代理天気キャスター、9月9日、9月10日、10月7日、10月8日 - F1グランプリ
- 9月27日、9月28日 - すぽると!代理キャスター、9月30日 - FNNスーパーニュースWEEKEND（フェイクデザートのリポート）
- 11月3日 - 2006Jリーグヤマザキナビスコカップ決勝（現地スタジオMC）
- 12月25日 - 聖夜のネプリーグSP芸能界超常識王決定戦SP（アナウンサーチームとして出場）
- 12月26日 - めざましテレビ公認 わがまま!気まま!旅気分 東京 新発見・再発見の旅（1日目は遠藤玲子アナ、2日目は石本沙織アナと）

### 2007年
- 1月1日 - 第40回初詣!爆笑ヒットパレード（青木さやかとフジテレビジョン巡回リポーター）
- 1月8日 - 草彅・おすぎとピーコの女子アナ2007もっと大人になりたいのっ!SP。2月25日 - 空飛ぶ!爆チュー問題（フジテレビ721）まチュ尾翠アナ役、熱血!平成教育学院（解答者として）
- 3月25日（最終回「春の島遊び完全攻略ガイド(9) まるごと宮古島大冒険!」） - 晴れたらイイねッ!Let'sコミミ隊
- 4月21日 - ドラマスカルマン〜闇の序章〜 アナウンサー、ニュースキャスター役
- 4月29日 - 明日から使える 世渡り上手（秘）育成マニュアル（アシスタント）、爆笑ピンクカーペット（同期の本田朋子と「ピンクカーペッツ」という名でMCを担当）
- 5月2日〜5月6日 - まるまるGWクイズ検定検定概要説明、副担任役。テレビコマーシャルにも出演、5月12日 - 女子アナが挑戦!資格検定スペシャル〜雑学クィーン決定戦〜（解答者として）
- 5月22日 - 第8回お笑い芸人歌がうまい王座決定戦スペシャル（紅組司会）
- 5月26日 - めちゃ×2イケてるッ!男子アナスペシャル - 見届け人
- 5月21日、6月11日、7月16日、8月27日、9月24日 - スポーツドキュメンタリー「ワールドカップバレーへの道」の「バレー3人娘」（平井理央、本田朋子と。松尾は3人の中でバレーボール経験がほとんどない）MC
- 6月23日 - BS L!VE MAJOR LEAGUE BASEBALL 2007 （アシスタント）

### 2012年
- 6月4日 - 鍵のかかった部屋に出演。

## 声優
- かちこみ!ドラゴン・タイガー・ゲート ローザ役（少女時代）の吹き替え
- 土曜プレミアム ミヨリの森 （ワシラシ）
- ゲゲゲの鬼太郎（5作） 第59話（2008年5月25日、フジテレビ） - 本人役で出演
- ONE PIECE エピソードオブルフィ 〜ハンドアイランドの冒険〜（宝飾店店員）
- お台場冒険王 北斗の拳 英雄伝 〜台場の章（ユリア）

## メディア
- 競馬予想コラム『なまうまMIDORIのアナ馬（バ）Oh!』（夕刊フジ 2012年5月〜12月22日）

## 同期入社
- 本田朋子（プロバスケ選手・五十嵐圭夫人）
- 秋元優里（かつての同僚・生田竜聖元夫人）
- 小穴浩司（一時期、報道局に在籍）